# Валенсина де ла Консепсион
Валенсина де ла Консепсион (на испански: Valencina de la Concepción) е населено място и община в Испания. Намира се в провинция Севиля, в състава на автономната област Андалусия. Общината влиза в състава на района (комарка) Голяма Севиля. Заема площ от 25 km². Населението му е 8031 души (по преброяване от 2010 г.). Разстоянието до административния център на провинцията е 8 km.

## Демография
| 1996 | 1998 | 1999 | 2000 | 2001 | 2002 | 2003 | 2004 | 2005 | 2006 |
| ---- | ---- | ---- | ---- | ---- | ---- | ---- | ---- | ---- | ---- |
| 5922 | 6127 | 6410 | 6750 | 6839 | 6987 | 7220 | 7269 | 7431 | 7650 |